# Cuento del pescador y el pescado
El cuento del pescador y el pescado (ruso: «Сказка о рыбаке и рыбке», romanizado: Skazka o rybake i rybke) es un cuento de hadas en verso de Aleksandr Pushkin, publicado en 1835. La historia trata sobre un pescador que logra atrapar un "pez dorado" que promete cumplir cualquier deseo suyo a cambio de su libertad.

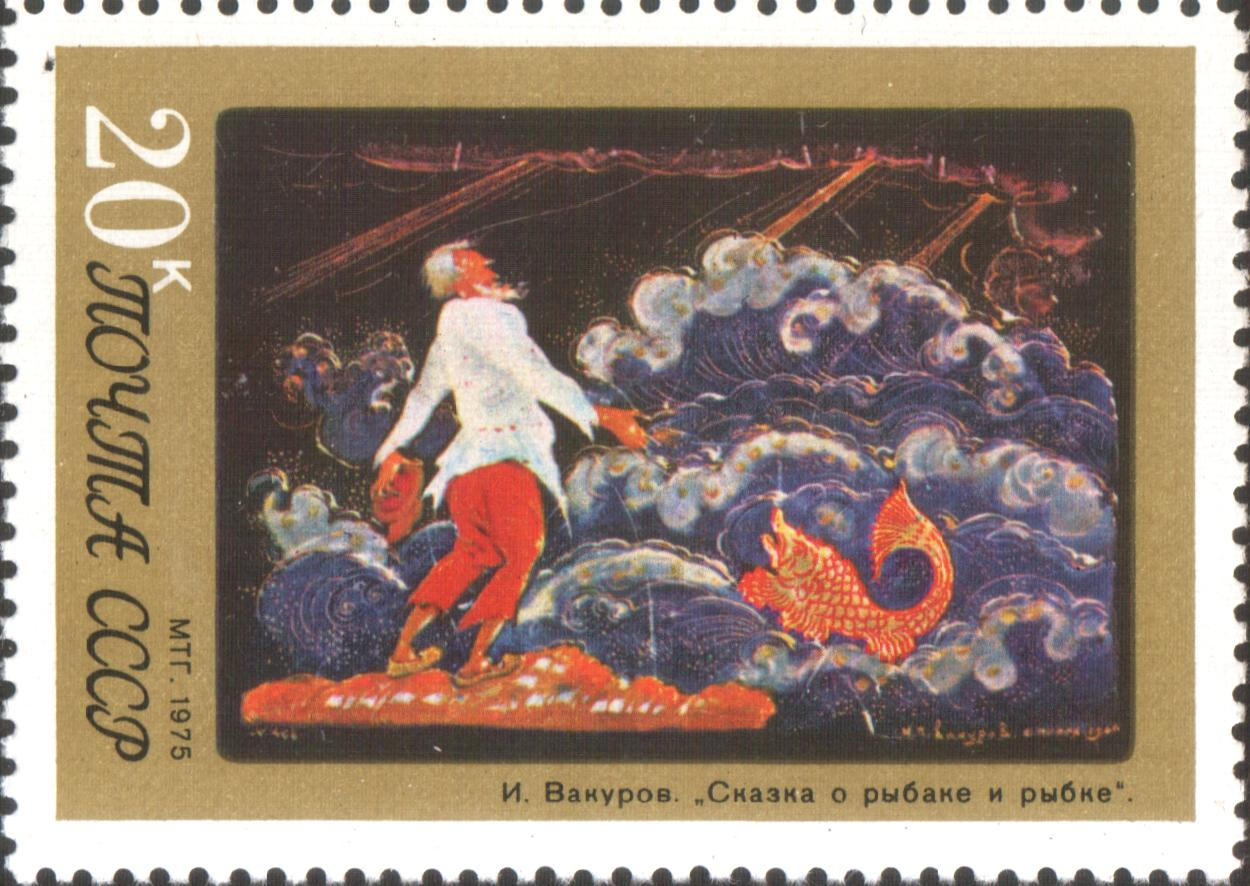
El cuento de hadas conmemorado en un sello de la Unión Soviética

## Resumen de la trama

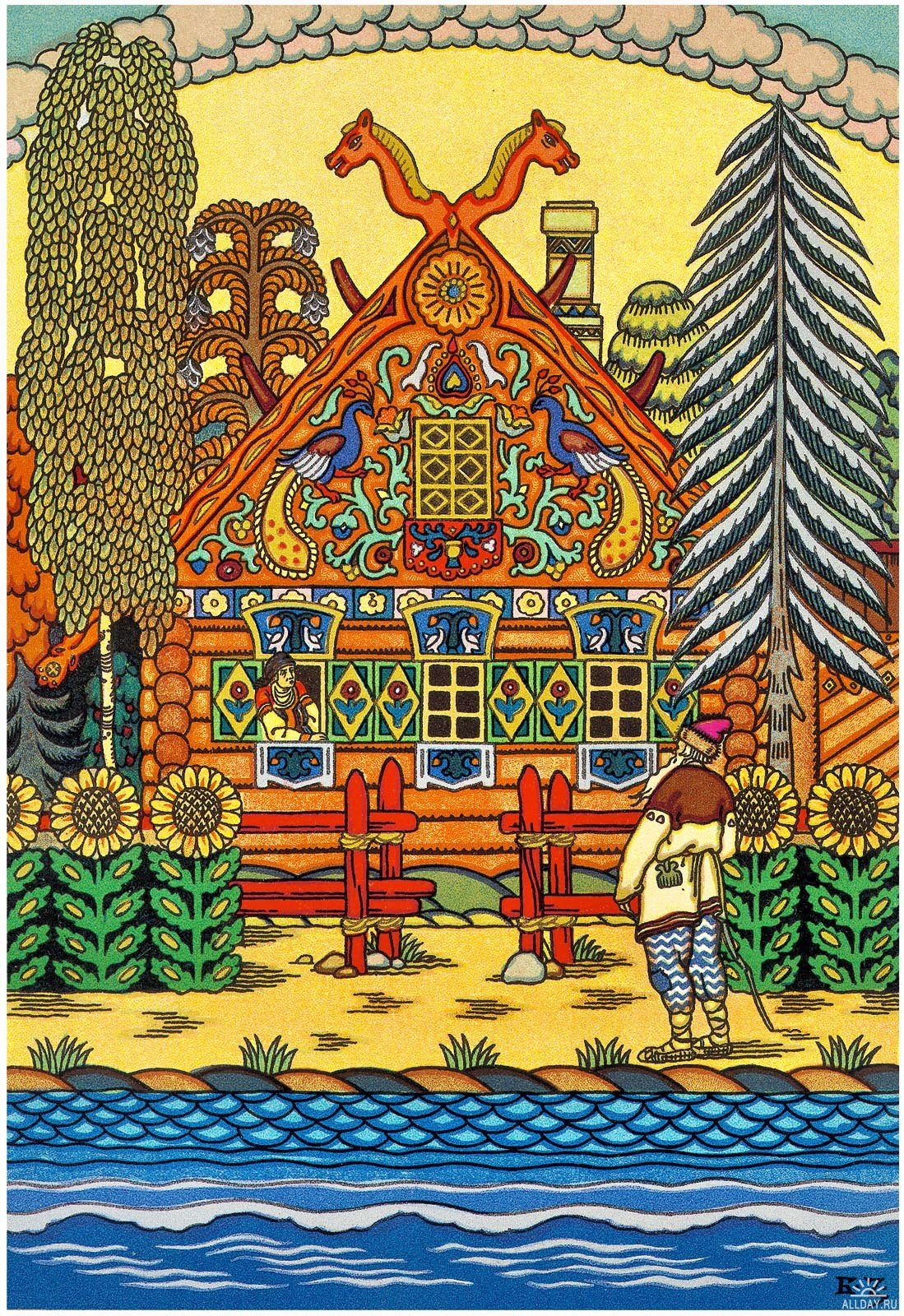
El pez Dorado

En el poema de Pushkin, un anciano y una anciana llevan muchos años viviendo pobremente. Tienen una pequeña cabaña y todos los días el hombre sale a pescar. Un día, lanza su red y saca algas dos veces seguidas, pero la tercera vez saca un pez dorado. El pez suplica por su vida, prometiendo cualquier deseo a cambio. Sin embargo, el anciano está asustado por el hecho de que un pez pueda hablar; dice que no quiere nada y suelta el pescado.
Cuando él regresa y le cuenta a su esposa sobre el pez dorado, ella se enoja y le dice a su esposo que vaya a pedirle al pez un nuevo comedero, ya que el de ellos está roto, y el pez felizmente le concede este pequeño pedido. Al día siguiente, la esposa pide una nueva casa y el pez también se la concede. Luego, en sucesión, la esposa pide un palacio, para convertirse en una dama noble, para convertirse en la gobernante de su provincia, para convertirse en la zarina, y finalmente para convertirse en la Gobernante del Mar y subyugar por completo al pez dorado a su poder ilimitado. A medida que el hombre va a pedir cada deseo, el mar se vuelve cada vez más tormentoso, hasta el último pedido, donde el hombre apenas puede oírse pensar. Cuando pide que su esposa sea nombrada Gobernante del Mar, el pez cura su codicia poniendo todo como estaba antes, incluido el abrevadero roto.

## Análisis
La versión de Afanasiev "El pez dorado" está catalogada como ATU Type "(El) Pescador y su Esposa", el título tipo derivado del relato representativo, el cuento de los Hermanos Grimm El Pescador y su Esposa.
El cuento exhibe la "función" de la "falta" para usar la terminología del análisis estructural de Vladímir Propp, pero incluso aunque se supone que el típico cuento de hadas resuelve la falta con un final feliz, este tipo de cuento infringe la regla al reducir la pareja rusa a su estado original de extrema pobreza, por lo que es un caso de "falta no liquidada". El análisis estructural de Poppovian establece el cuento "El Pez Dorado" para compararlo con un cuento de hadas ruso similar, "La Anciana Codiciosa (Esposa)".